# Jordi Villacampa
Jordi Villacampa Amorós (Reus, 11 ottobre 1963) è un ex cestista e dirigente sportivo spagnolo, dal 29 novembre 1999 è presidente del Joventut Badalona.

## Carriera
Con la Spagna ha disputato due edizioni dei Giochi olimpici (Seul 1988, Barcellona 1992), tre dei Campionati mondiali (1986, 1990, 1994) e quattro dei Campionati europei (1985, 1987, 1991, 1993).

## Record personali
- 19 gennaio 1992 : segna il punto n° 6000, secondo giocatore di sempre a riuscirci
- 25 ottobre 1993 : Traguardo dei 12.000 minuti giocati
- 9 marzo 1996 : Numero di palle recuperate n° 750
- 24 marzo 1993 : Supera gli 8.365 di Brian Jackson e diventa miglior marcatore
- 15 maggio 2003 : Perde il record di miglior marcatore a scapito di Alberto Herreros

## Palmarès

### Giocatore

#### Competizioni nazionali
- Campionato spagnolo: 2

Joventut Badalona: 1990-91, 1991-92
- Copa del Rey: 1

Badalona: 1997
- Supercoppa spagnola: 2

Joventut Badalona: 1985, 1986
- Copa Príncipe de Asturias: 3

Joventut Badalona: 1987, 1989, 1991

#### Competizioni regionali
- Liga catalana: 7

Joventut de Badalona: 1986, 1987, 1988, 1990, 1991, 1992, 1994

#### Competizioni internazionali
- Coppa dei Campioni: 1

Joventut Badalona: 1993-94
- Coppa Korać: 2

Joventut Badalona: 1980-81, 1989-90

### Presidente

#### Competizioni regionali
- Liga catalana: 1

Joventut de Badalona: 2006

#### Competizioni internazionali
- Eurocup: 1

Badalona: 2007-08
- EuroChallenge: 1

Badalona: 2005-06